# هنزیک

هنزیک

هنزیک (honzik)، حشره‌ای است که در مناطق مرکزی و کویری ایران از جمله در کرمان دیده می‌شود. این حشره از خانواده سوسک‌ها است و بدنی سخت و پاهائی بلند دارد.
هنزیک به هنگام احساس خطر سر خود را روی زمین می‌گذارد و پشت خود را بالا می‌برد و بوی بدی از خود متصاعد می‌کند. به همین علت گاه او را به نام‌های دیگری می‌نامند که حاکی از بوی بد او است. این سوسک بال ندارد و نمی‌تواند بپرد. مردم کرمان انواع کوچکتری آن را گدوسک (godoosk)و نوع بزرگتر آن را بالشت مار (balesht-e mar)می‌نامند. در ادبیات فارسی به سوسکی اشاره می‌شود که "به بچه اش می‌گوید قربان دست و پای بلورینم بروم". ظاهراً این اشاره به همین نوع سوسک است که دست و پائی سیاه رنگ و زشت دارد.